# 阿刀田高
阿刀田高（1935年1月13日—）是日本的小說家、日本筆會會長。生於東京。
曾就讀早稲田大學第一文學部，主修法文。進入大學時原本打算成為新聞記者，但因得到肺結核休學而改變志向，畢業後進入圖書館工作。從此時起一直有進行執筆活動。1969年的著作《黑色幽默入門》成為暢銷書，受到鼓勵的他在1972年辭職，從此完全靠寫作生活。1978年以短篇集《拿破崙狂》獲得直木獎。1995年以『新特洛伊物語』獲得吉川英治文學獎。目前是多個日本文學獎項的評審委員。2018年獲頒文化功勞者。